# فهرست کوه‌های استان سمنان (۱)
فهرست کوه‌های استان سمنان (۱)، فهرستی دارای نام‌ها و مختصات کوه‌های شهرستان‌های گرمسار، آرادان و سرخهٔ استان سمنان ایران است، که از پایگاه ملی نام‌های جغرافیایی ایران در خرداد ۱۳۹۷ دریافت شده‌اند.
| نام                | مختصات                                                    | ارتفاع | منبع |
| ------------------ | --------------------------------------------------------- | ------ | ---- |
| اژدها              | ۳۵°۱۷′۱۲″شمالی ۵۲°۱۹′۳۵″شرقی / ۳۵٫۲۸۶۶°شمالی ۵۲٫۳۲۶۴°شرقی |        | ۱    |
| ایوانکی            | ۳۵°۲۳′۰۸″شمالی ۵۲°۰۳′۵۱″شرقی / ۳۵٫۳۸۵۶°شمالی ۵۲٫۰۶۴۱°شرقی |        | ۲    |
| باباهمت            | ۳۴°۵۴′۵۵″شمالی ۵۲°۰۰′۳۷″شرقی / ۳۴٫۹۱۵۲°شمالی ۵۲٫۰۱۰۲°شرقی |        | ۳    |
| بالارجه            | ۳۵°۲۲′۱۲″شمالی ۵۲°۱۳′۲۱″شرقی / ۳۵٫۳۷۰۱°شمالی ۵۲٫۲۲۲۶°شرقی |        | ۴    |
| بالک               | ۳۵°۲۸′۴۶″شمالی ۵۲°۰۴′۴۳″شرقی / ۳۵٫۴۷۹۵°شمالی ۵۲٫۰۷۸۷°شرقی |        | ۵    |
| بندسیاه            | ۳۴°۵۰′۵۲″شمالی ۵۱°۵۸′۵۱″شرقی / ۳۴٫۸۴۷۹°شمالی ۵۱٫۹۸۰۸°شرقی |        | ۶    |
| بندسیاه            | ۳۴°۵۱′۰۳″شمالی ۵۲°۰۲′۴۷″شرقی / ۳۴٫۸۵۰۹°شمالی ۵۲٫۰۴۶۳°شرقی |        | ۷    |
| بندسیاه            | ۳۴°۵۱′۰۸″شمالی ۵۲°۰۱′۱۲″شرقی / ۳۴٫۸۵۲۲°شمالی ۵۲٫۰۱۹۹°شرقی |        | ۸    |
| پانه سم            | ۳۵°۲۵′۳۸″شمالی ۵۲°۰۹′۵۷″شرقی / ۳۵٫۴۲۷۲°شمالی ۵۲٫۱۶۵۹°شرقی |        | ۹    |
| پستانک             | ۳۵°۲۹′۲۲″شمالی ۵۲°۰۰′۳۲″شرقی / ۳۵٫۴۸۹۵°شمالی ۵۲٫۰۰۹۰°شرقی |        | ۱۰   |
| پستانک             | ۳۵°۲۹′۵۱″شمالی ۵۱°۵۹′۴۶″شرقی / ۳۵٫۴۹۷۶°شمالی ۵۱٫۹۹۶۲°شرقی |        | ۱۱   |
| پستانکی            | ۳۵°۲۴′۰۵″شمالی ۵۲°۱۷′۲۵″شرقی / ۳۵٫۴۰۱۵°شمالی ۵۲٫۲۹۰۴°شرقی |        | ۱۲   |
| پستانکی            | ۳۵°۲۳′۳۶″شمالی ۵۲°۱۴′۴۳″شرقی / ۳۵٫۳۹۳۳°شمالی ۵۲٫۲۴۵۴°شرقی |        | ۱۳   |
| پنبه زارک          | ۳۵°۲۷′۰۸″شمالی ۵۲°۰۳′۲۹″شرقی / ۳۵٫۴۵۲۲°شمالی ۵۲٫۰۵۸۰°شرقی |        | ۱۴   |
| پوزه حوض قیلوله    | ۳۴°۴۱′۲۲″شمالی ۵۲°۰۵′۳۶″شرقی / ۳۴٫۶۸۹۴°شمالی ۵۲٫۰۹۳۴°شرقی |        | ۱۵   |
| تخت رستم           | ۳۵°۱۲′۵۹″شمالی ۵۲°۰۸′۳۰″شرقی / ۳۵٫۲۱۶۵°شمالی ۵۲٫۱۴۱۸°شرقی |        | ۱۶   |
| تخت نادر           | ۳۵°۲۴′۴۳″شمالی ۵۲°۱۱′۴۷″شرقی / ۳۵٫۴۱۱۹°شمالی ۵۲٫۱۹۶۵°شرقی |        | ۱۷   |
| تخت نظربگ          | ۳۵°۱۷′۱۴″شمالی ۵۲°۱۱′۰۸″شرقی / ۳۵٫۲۸۷۱°شمالی ۵۲٫۱۸۵۵°شرقی |        | ۱۸   |
| تل بورکویر         | ۳۴°۴۷′۲۴″شمالی ۵۲°۰۵′۱۴″شرقی / ۳۴٫۷۹۰۰°شمالی ۵۲٫۰۸۷۳°شرقی |        | ۱۹   |
| تلووک              | ۳۵°۲۶′۳۰″شمالی ۵۲°۰۷′۳۹″شرقی / ۳۵٫۴۴۱۷°شمالی ۵۲٫۱۲۷۵°شرقی |        | ۲۰   |
| تلووک              | ۳۵°۲۶′۴۵″شمالی ۵۲°۰۵′۵۵″شرقی / ۳۵٫۴۴۵۷°شمالی ۵۲٫۰۹۸۵°شرقی |        | ۲۱   |
| تنگ سبز            | ۳۴°۴۲′۱۹″شمالی ۵۲°۱۶′۲۹″شرقی / ۳۴٫۷۰۵۲°شمالی ۵۲٫۲۷۴۷°شرقی |        | ۲۲   |
| چشمه پیامبر        | ۳۴°۴۱′۵۶″شمالی ۵۲°۱۴′۳۴″شرقی / ۳۴٫۶۹۸۹°شمالی ۵۲٫۲۴۲۸°شرقی |        | ۲۳   |
| چهل دختران         | ۳۵°۲۳′۵۶″شمالی ۵۲°۰۹′۲۱″شرقی / ۳۵٫۳۹۸۸°شمالی ۵۲٫۱۵۵۷°شرقی |        | ۲۴   |
| حسین‌آباد           | ۳۵°۲۳′۱۱″شمالی ۵۱°۵۹′۲۴″شرقی / ۳۵٫۳۸۶۳°شمالی ۵۱٫۹۸۹۹°شرقی |        | ۲۵   |
| حسین‌آباد           | ۳۵°۲۳′۲۰″شمالی ۵۱°۵۹′۵۹″شرقی / ۳۵٫۳۸۸۹°شمالی ۵۱٫۹۹۹۶°شرقی |        | ۲۶   |
| خرس دره            | ۳۵°۱۹′۵۰″شمالی ۵۲°۲۱′۵۴″شرقی / ۳۵٫۳۳۰۶°شمالی ۵۲٫۳۶۵۰°شرقی |        | ۲۷   |
| دامنه‌های کهلرز     | ۳۵°۲۰′۴۸″شمالی ۵۲°۱۷′۴۸″شرقی / ۳۵٫۳۴۶۸°شمالی ۵۲٫۲۹۶۷°شرقی |        | ۲۸   |
| درازکمربن          | ۳۵°۲۸′۳۳″شمالی ۵۲°۰۶′۰۰″شرقی / ۳۵٫۴۷۵۸°شمالی ۵۲٫۱۰۰۱°شرقی |        | ۲۹   |
| دره ماهی           | ۳۵°۲۴′۵۸″شمالی ۵۲°۱۰′۵۱″شرقی / ۳۵٫۴۱۶۲°شمالی ۵۲٫۱۸۰۷°شرقی |        | ۳۰   |
| ده سراب            | ۳۵°۱۷′۴۷″شمالی ۵۲°۲۵′۵۱″شرقی / ۳۵٫۲۹۶۴°شمالی ۵۲٫۴۳۰۹°شرقی |        | ۳۱   |
| سردره              | ۳۵°۱۳′۵۷″شمالی ۵۲°۱۲′۱۴″شرقی / ۳۵٫۲۳۲۴°شمالی ۵۲٫۲۰۴۰°شرقی |        | ۳۲   |
| سنگویی             | ۳۵°۲۰′۲۰″شمالی ۵۲°۲۳′۲۸″شرقی / ۳۵٫۳۳۹۰°شمالی ۵۲٫۳۹۱۱°شرقی |        | ۳۳   |
| سیاه کوه           | ۳۴°۴۱′۰۲″شمالی ۵۲°۱۱′۵۸″شرقی / ۳۴٫۶۸۳۸°شمالی ۵۲٫۱۹۹۵°شرقی |        | ۳۴   |
| سیاه کوه           | ۳۴°۴۱′۱۷″شمالی ۵۲°۱۳′۱۵″شرقی / ۳۴٫۶۸۸۰°شمالی ۵۲٫۲۲۰۷°شرقی |        | ۳۵   |
| سیاه کوه           | ۳۴°۴۱′۴۸″شمالی ۵۲°۱۲′۱۲″شرقی / ۳۴٫۶۹۶۶°شمالی ۵۲٫۲۰۳۴°شرقی |        | ۳۶   |
| سیاه کوه           | ۳۴°۴۱′۵۷″شمالی ۵۲°۱۰′۵۸″شرقی / ۳۴٫۶۹۹۳°شمالی ۵۲٫۱۸۲۹°شرقی |        | ۳۷   |
| سیاه کوه           | ۳۴°۴۲′۰۸″شمالی ۵۲°۰۹′۱۶″شرقی / ۳۴٫۷۰۲۳°شمالی ۵۲٫۱۵۴۴°شرقی |        | ۳۸   |
| سیاه کوه           | ۳۴°۴۰′۰۱″شمالی ۵۲°۱۷′۳۷″شرقی / ۳۴٫۶۶۶۹°شمالی ۵۲٫۲۹۳۵°شرقی |        | ۳۹   |
| سیاه کوه           | ۳۴°۴۰′۳۲″شمالی ۵۲°۱۶′۴۲″شرقی / ۳۴٫۶۷۵۶°شمالی ۵۲٫۲۷۸۲°شرقی |        | ۴۰   |
| سیاه کوه           | ۳۴°۴۱′۳۰″شمالی ۵۲°۰۶′۳۹″شرقی / ۳۴٫۶۹۱۷°شمالی ۵۲٫۱۱۰۸°شرقی |        | ۴۱   |
| سیاوند             | ۳۵°۲۰′۱۰″شمالی ۵۲°۲۴′۳۸″شرقی / ۳۵٫۳۳۶۰°شمالی ۵۲٫۴۱۰۵°شرقی |        | ۴۲   |
| سینه ریگیه         | ۳۴°۲۷′۵۲″شمالی ۵۲°۱۸′۱۴″شرقی / ۳۴٫۴۶۴۵°شمالی ۵۲٫۳۰۴۰°شرقی |        | ۴۳   |
| شاهزاده حسین       | ۳۵°۱۷′۲۵″شمالی ۵۲°۲۳′۵۲″شرقی / ۳۵٫۲۹۰۳°شمالی ۵۲٫۳۹۷۹°شرقی |        | ۴۴   |
| شکسته‌های زهگاه     | ۳۴°۲۷′۲۱″شمالی ۵۲°۲۰′۱۷″شرقی / ۳۴٫۴۵۵۹°شمالی ۵۲٫۳۳۸۱°شرقی |        | ۴۵   |
| شکسته‌های مهدی خانی | ۳۵°۱۸′۵۶″شمالی ۵۲°۲۰′۵۷″شرقی / ۳۵٫۳۱۵۶°شمالی ۵۲٫۳۴۹۱°شرقی |        | ۴۶   |
| شکسته‌های مهدی خانی | ۳۵°۱۷′۳۲″شمالی ۵۲°۲۳′۰۶″شرقی / ۳۵٫۲۹۲۲°شمالی ۵۲٫۳۸۵۱°شرقی |        | ۴۷   |
| شمشیرکوه           | ۳۵°۲۰′۴۸″شمالی ۵۲°۲۸′۲۱″شرقی / ۳۵٫۳۴۶۶°شمالی ۵۲٫۴۷۲۵°شرقی |        | ۴۸   |
| عربیه              | ۳۴°۲۶′۲۵″شمالی ۵۲°۲۲′۳۸″شرقی / ۳۴٫۴۴۰۴°شمالی ۵۲٫۳۷۷۳°شرقی |        | ۴۹   |
| عربیه              | ۳۴°۲۶′۳۵″شمالی ۵۲°۲۲′۰۳″شرقی / ۳۴٫۴۴۳۰°شمالی ۵۲٫۳۶۷۵°شرقی |        | ۵۰   |
| عربیه              | ۳۴°۲۵′۵۰″شمالی ۵۲°۲۱′۴۱″شرقی / ۳۴٫۴۳۰۵°شمالی ۵۲٫۳۶۱۴°شرقی |        | ۵۱   |
| عین الرشید         | ۳۴°۴۴′۱۱″شمالی ۵۲°۰۸′۳۴″شرقی / ۳۴٫۷۳۶۵°شمالی ۵۲٫۱۴۲۸°شرقی |        | ۵۲   |
| قرمز               | ۳۵°۱۳′۰۳″شمالی ۵۱°۵۹′۱۲″شرقی / ۳۵٫۲۱۷۴°شمالی ۵۱٫۹۸۶۸°شرقی |        | ۵۳   |
| قرمز               | ۳۵°۱۳′۲۵″شمالی ۵۲°۰۰′۵۳″شرقی / ۳۵٫۲۲۳۵°شمالی ۵۲٫۰۱۴۶°شرقی |        | ۵۴   |
| قله چشمه سرخ       | ۳۴°۴۲′۵۲″شمالی ۵۲°۱۳′۱۴″شرقی / ۳۴٫۷۱۴۵°شمالی ۵۲٫۲۲۰۵°شرقی |        | ۵۵   |
| قله چشمه شاه       | ۳۴°۴۲′۰۳″شمالی ۵۲°۱۱′۵۱″شرقی / ۳۴٫۷۰۰۹°شمالی ۵۲٫۱۹۷۶°شرقی |        | ۵۶   |
| کل کوه             | ۳۵°۲۱′۵۴″شمالی ۵۲°۳۰′۲۴″شرقی / ۳۵٫۳۶۵۰°شمالی ۵۲٫۵۰۶۶°شرقی |        | ۵۷   |
| کلنگ               | ۳۵°۲۷′۵۸″شمالی ۵۲°۰۰′۵۴″شرقی / ۳۵٫۴۶۶۰°شمالی ۵۲٫۰۱۴۹°شرقی |        | ۵۸   |
| کلوت دزک           | ۳۵°۲۰′۴۶″شمالی ۵۲°۰۹′۴۵″شرقی / ۳۵٫۳۴۶۲°شمالی ۵۲٫۱۶۲۶°شرقی |        | ۵۹   |
| کهلرز              | ۳۵°۲۰′۵۰″شمالی ۵۲°۱۸′۲۸″شرقی / ۳۵٫۳۴۷۳°شمالی ۵۲٫۳۰۷۸°شرقی |        | ۶۰   |
| کهلرز              | ۳۵°۲۰′۳۷″شمالی ۵۲°۱۳′۰۱″شرقی / ۳۵٫۳۴۳۵°شمالی ۵۲٫۲۱۷۰°شرقی |        | ۶۱   |
| گچهای مهدی خانی    | ۳۵°۲۰′۱۳″شمالی ۵۲°۲۰′۲۴″شرقی / ۳۵٫۳۳۶۹°شمالی ۵۲٫۳۴۰۱°شرقی |        | ۶۲   |
| گرگان              | ۳۵°۲۴′۰۴″شمالی ۵۱°۵۷′۱۱″شرقی / ۳۵٫۴۰۱۲°شمالی ۵۱٫۹۵۳۰°شرقی |        | ۶۳   |
| گل سرخ             | ۳۴°۵۱′۰۵″شمالی ۵۲°۰۴′۰۰″شرقی / ۳۴٫۸۵۱۵°شمالی ۵۲٫۰۶۶۶°شرقی |        | ۶۴   |
| گوره دراز          | ۳۴°۳۱′۰۳″شمالی ۵۲°۱۳′۱۲″شرقی / ۳۴٫۵۱۷۵°شمالی ۵۲٫۲۲۰۱°شرقی |        | ۶۵   |
| گوره دراز          | ۳۴°۳۰′۲۲″شمالی ۵۲°۱۵′۱۶″شرقی / ۳۴٫۵۰۶۱°شمالی ۵۲٫۲۵۴۴°شرقی |        | ۶۶   |
| لنگ لنگی           | ۳۵°۱۸′۴۹″شمالی ۵۲°۲۵′۲۱″شرقی / ۳۵٫۳۱۳۵°شمالی ۵۲٫۴۲۲۴°شرقی |        | ۶۷   |
| نره خرکوه          | ۳۴°۵۲′۱۲″شمالی ۵۱°۵۸′۳۳″شرقی / ۳۴٫۸۶۹۹°شمالی ۵۱٫۹۷۵۷°شرقی |        | ۶۸   |
| نمک                | ۳۵°۱۶′۲۴″شمالی ۵۲°۰۸′۴۲″شرقی / ۳۵٫۲۷۳۳°شمالی ۵۲٫۱۴۵۰°شرقی |        | ۶۹   |
| نمک                | ۳۵°۱۶′۳۸″شمالی ۵۲°۰۲′۵۷″شرقی / ۳۵٫۲۷۷۱°شمالی ۵۲٫۰۴۹۱°شرقی |        | ۷۰   |
| آبسرک              | ۳۵°۲۱′۱۶″شمالی ۵۲°۴۳′۵۶″شرقی / ۳۵٫۳۵۴۵°شمالی ۵۲٫۷۳۲۲°شرقی |        | ۷۱   |
| آردژسییر           | ۳۵°۲۲′۲۶″شمالی ۵۲°۳۵′۴۷″شرقی / ۳۵٫۳۷۴۰°شمالی ۵۲٫۵۹۶۴°شرقی |        | ۷۲   |
| آردژسییر           | ۳۵°۲۲′۵۴″شمالی ۵۲°۳۶′۲۷″شرقی / ۳۵٫۳۸۱۶°شمالی ۵۲٫۶۰۷۴°شرقی |        | ۷۳   |
| اسپی در            | ۳۵°۲۸′۴۷″شمالی ۵۲°۴۰′۱۱″شرقی / ۳۵٫۴۷۹۷°شمالی ۵۲٫۶۶۹۶°شرقی |        | ۷۴   |
| امامزاده جعفر      | ۳۵°۲۳′۵۵″شمالی ۵۲°۴۲′۳۹″شرقی / ۳۵٫۳۹۸۷°شمالی ۵۲٫۷۱۰۸°شرقی |        | ۷۵   |
| باغستان            | ۳۵°۲۶′۲۰″شمالی ۵۲°۴۲′۴۰″شرقی / ۳۵٫۴۳۸۸°شمالی ۵۲٫۷۱۱۲°شرقی |        | ۷۶   |
| بزنوی              | ۳۵°۲۸′۲۴″شمالی ۵۲°۴۵′۴۵″شرقی / ۳۵٫۴۷۳۴°شمالی ۵۲٫۷۶۲۵°شرقی |        | ۷۷   |
| بسوده گره          | ۳۵°۲۴′۲۶″شمالی ۵۲°۳۷′۰۹″شرقی / ۳۵٫۴۰۷۲°شمالی ۵۲٫۶۱۹۲°شرقی |        | ۷۸   |
| بسوده گره          | ۳۵°۲۴′۴۵″شمالی ۵۲°۳۷′۳۳″شرقی / ۳۵٫۴۱۲۶°شمالی ۵۲٫۶۲۵۸°شرقی |        | ۷۹   |
| بشگلوله            | ۳۵°۲۷′۱۹″شمالی ۵۲°۴۵′۵۹″شرقی / ۳۵٫۴۵۵۲°شمالی ۵۲٫۷۶۶۵°شرقی |        | ۸۰   |
| پستانک گور         | ۳۵°۲۲′۲۰″شمالی ۵۲°۳۳′۳۶″شرقی / ۳۵٫۳۷۲۱°شمالی ۵۲٫۵۶۰۰°شرقی |        | ۸۱   |
| پستانک گور         | ۳۵°۲۲′۳۶″شمالی ۵۲°۳۴′۰۶″شرقی / ۳۵٫۳۷۶۷°شمالی ۵۲٫۵۶۸۲°شرقی |        | ۸۲   |
| تخت مصطفی          | ۳۵°۲۷′۰۱″شمالی ۵۲°۳۷′۴۰″شرقی / ۳۵٫۴۵۰۳°شمالی ۵۲٫۶۲۷۸°شرقی |        | ۸۳   |
| تنگزطول            | ۳۵°۲۳′۰۴″شمالی ۵۲°۳۷′۵۳″شرقی / ۳۵٫۳۸۴۵°شمالی ۵۲٫۶۳۱۴°شرقی |        | ۸۴   |
| تیغ گزوشک          | ۳۵°۲۰′۲۰″شمالی ۵۲°۳۵′۰۱″شرقی / ۳۵٫۳۳۹۰°شمالی ۵۲٫۵۸۳۵°شرقی |        | ۸۵   |
| تیغه شورآب         | ۳۵°۲۰′۲۷″شمالی ۵۲°۳۸′۲۶″شرقی / ۳۵٫۳۴۰۸°شمالی ۵۲٫۶۴۰۵°شرقی |        | ۸۶   |
| چخماقیه            | ۳۴°۲۶′۲۷″شمالی ۵۲°۳۱′۳۸″شرقی / ۳۴٫۴۴۰۷°شمالی ۵۲٫۵۲۷۳°شرقی |        | ۸۷   |
| چخماقیه            | ۳۴°۲۶′۱۰″شمالی ۵۲°۲۹′۱۶″شرقی / ۳۴٫۴۳۶۱°شمالی ۵۲٫۴۸۷۸°شرقی |        | ۸۸   |
| چشمه کریم          | ۳۴°۳۶′۳۴″شمالی ۵۲°۴۷′۳۰″شرقی / ۳۴٫۶۰۹۵°شمالی ۵۲٫۷۹۱۸°شرقی |        | ۸۹   |
| چشمه کریم          | ۳۴°۳۷′۰۵″شمالی ۵۲°۴۸′۵۳″شرقی / ۳۴٫۶۱۸۰°شمالی ۵۲٫۸۱۴۶°شرقی |        | ۹۰   |
| چهل تن             | ۳۵°۲۳′۱۰″شمالی ۵۲°۴۲′۰۸″شرقی / ۳۵٫۳۸۶۱°شمالی ۵۲٫۷۰۲۲°شرقی |        | ۹۱   |
| حسنک در            | ۳۵°۲۶′۱۴″شمالی ۵۲°۴۰′۰۸″شرقی / ۳۵٫۴۳۷۳°شمالی ۵۲٫۶۶۸۹°شرقی |        | ۹۲   |
| حسین‌آباد           | ۳۵°۱۸′۱۵″شمالی ۵۲°۴۵′۴۱″شرقی / ۳۵٫۳۰۴۲°شمالی ۵۲٫۷۶۱۵°شرقی |        | ۹۳   |
| خاکه کوه           | ۳۵°۰۱′۲۴″شمالی ۵۲°۳۰′۲۱″شرقی / ۳۵٫۰۲۳۲°شمالی ۵۲٫۵۰۵۸°شرقی |        | ۹۴   |
| خاکه کوه           | ۳۵°۰۴′۰۵″شمالی ۵۲°۴۲′۴۵″شرقی / ۳۵٫۰۶۸۰°شمالی ۵۲٫۷۱۲۴°شرقی |        | ۹۵   |
| خاکه کوه           | ۳۵°۰۳′۵۹″شمالی ۵۲°۳۸′۴۵″شرقی / ۳۵٫۰۶۶۴°شمالی ۵۲٫۶۴۵۷°شرقی |        | ۹۶   |
| خاکه کوه           | ۳۵°۰۲′۲۸″شمالی ۵۲°۴۵′۳۰″شرقی / ۳۵٫۰۴۱۲°شمالی ۵۲٫۷۵۸۳°شرقی |        | ۹۷   |
| خاکه کوه           | ۳۵°۰۴′۱۶″شمالی ۵۲°۳۶′۴۷″شرقی / ۳۵٫۰۷۱۱°شمالی ۵۲٫۶۱۳۰°شرقی |        | ۹۸   |
| خاکه کوه           | ۳۵°۰۱′۱۲″شمالی ۵۲°۳۵′۵۷″شرقی / ۳۵٫۰۱۹۹°شمالی ۵۲٫۵۹۹۳°شرقی |        | ۹۹   |
| خراب شهر           | ۳۵°۱۸′۱۰″شمالی ۵۲°۲۸′۰۶″شرقی / ۳۵٫۳۰۲۸°شمالی ۵۲٫۴۶۸۴°شرقی |        | ۱۰۰  |
| خرگره شیرعلی       | ۳۵°۲۳′۴۰″شمالی ۵۲°۳۸′۳۴″شرقی / ۳۵٫۳۹۴۵°شمالی ۵۲٫۶۴۲۷°شرقی |        | ۱۰۱  |
| خرگوشک دره         | ۳۵°۲۸′۰۰″شمالی ۵۲°۳۷′۳۳″شرقی / ۳۵٫۴۶۶۸°شمالی ۵۲٫۶۲۵۹°شرقی |        | ۱۰۲  |
| رامه               | ۳۵°۲۷′۳۳″شمالی ۵۲°۴۲′۳۶″شرقی / ۳۵٫۴۵۹۱°شمالی ۵۲٫۷۰۹۹°شرقی |        | ۱۰۳  |
| رونیک              | ۳۵°۳۰′۴۱″شمالی ۵۲°۳۹′۰۹″شرقی / ۳۵٫۵۱۱۳°شمالی ۵۲٫۶۵۲۶°شرقی |        | ۱۰۴  |
| ریگ تپه            | ۳۵°۲۰′۵۶″شمالی ۵۲°۴۷′۱۹″شرقی / ۳۵٫۳۴۸۸°شمالی ۵۲٫۷۸۸۷°شرقی |        | ۱۰۵  |
| زرجین              | ۳۵°۲۷′۰۰″شمالی ۵۲°۳۵′۵۵″شرقی / ۳۵٫۴۴۹۹°شمالی ۵۲٫۵۹۸۵°شرقی |        | ۱۰۶  |
| سرتنگه             | ۳۵°۲۹′۱۲″شمالی ۵۲°۳۹′۱۳″شرقی / ۳۵٫۴۸۶۸°شمالی ۵۲٫۶۵۳۶°شرقی |        | ۱۰۷  |
| سرتیغ گزوشک        | ۳۵°۲۰′۱۷″شمالی ۵۲°۳۷′۰۳″شرقی / ۳۵٫۳۳۸۰°شمالی ۵۲٫۶۱۷۵°شرقی |        | ۱۰۸  |
| سولک               | ۳۵°۱۷′۵۱″شمالی ۵۲°۳۰′۰۹″شرقی / ۳۵٫۲۹۷۵°شمالی ۵۲٫۵۰۲۶°شرقی |        | ۱۰۹  |
| شاتول              | ۳۵°۲۶′۴۲″شمالی ۵۲°۴۶′۵۴″شرقی / ۳۵٫۴۴۵۰°شمالی ۵۲٫۷۸۱۸°شرقی |        | ۱۱۰  |
| شش کمر             | ۳۵°۲۱′۵۲″شمالی ۵۲°۴۰′۲۵″شرقی / ۳۵٫۳۶۴۵°شمالی ۵۲٫۶۷۳۷°شرقی |        | ۱۱۱  |
| شمشیرکوه           | ۳۵°۲۰′۴۴″شمالی ۵۲°۳۰′۰۹″شرقی / ۳۵٫۳۴۵۵°شمالی ۵۲٫۵۰۲۵°شرقی |        | ۱۱۲  |
| شنستان             | ۳۵°۲۹′۲۰″شمالی ۵۲°۴۱′۴۶″شرقی / ۳۵٫۴۸۹۰°شمالی ۵۲٫۶۹۶۲°شرقی |        | ۱۱۳  |
| شهرآباد            | ۳۵°۲۰′۵۰″شمالی ۵۲°۴۱′۴۵″شرقی / ۳۵٫۳۴۷۲°شمالی ۵۲٫۶۹۵۷°شرقی |        | ۱۱۴  |
| طلحه               | ۳۴°۲۹′۴۶″شمالی ۵۲°۳۸′۱۱″شرقی / ۳۴٫۴۹۶۱°شمالی ۵۲٫۶۳۶۳°شرقی |        | ۱۱۵  |
| طلحه               | ۳۴°۳۸′۰۰″شمالی ۵۲°۴۹′۰۶″شرقی / ۳۴٫۶۳۳۲°شمالی ۵۲٫۸۱۸۳°شرقی |        | ۱۱۶  |
| طلحه               | ۳۴°۳۴′۴۶″شمالی ۵۲°۴۲′۳۵″شرقی / ۳۴٫۵۷۹۵°شمالی ۵۲٫۷۰۹۶°شرقی |        | ۱۱۷  |
| طلحه               | ۳۴°۳۲′۴۲″شمالی ۵۲°۴۲′۰۶″شرقی / ۳۴٫۵۴۵۰°شمالی ۵۲٫۷۰۱۶°شرقی |        | ۱۱۸  |
| طلحه               | ۳۴°۳۲′۱۹″شمالی ۵۲°۴۱′۴۸″شرقی / ۳۴٫۵۳۸۵°شمالی ۵۲٫۶۹۶۶°شرقی |        | ۱۱۹  |
| طلحه               | ۳۴°۳۲′۱۲″شمالی ۵۲°۳۸′۱۷″شرقی / ۳۴٫۵۳۶۷°شمالی ۵۲٫۶۳۸۱°شرقی |        | ۱۲۰  |
| طلحه               | ۳۴°۳۱′۳۴″شمالی ۵۲°۳۶′۳۵″شرقی / ۳۴٫۵۲۶۰°شمالی ۵۲٫۶۰۹۸°شرقی |        | ۱۲۱  |
| طلحه               | ۳۴°۳۱′۰۱″شمالی ۵۲°۳۶′۲۲″شرقی / ۳۴٫۵۱۶۹°شمالی ۵۲٫۶۰۶۲°شرقی |        | ۱۲۲  |
| طلحه               | ۳۴°۳۰′۳۶″شمالی ۵۲°۳۶′۰۸″شرقی / ۳۴٫۵۱۰۰°شمالی ۵۲٫۶۰۲۳°شرقی |        | ۱۲۳  |
| قالیباف            | ۳۵°۲۶′۰۷″شمالی ۵۲°۴۴′۰۷″شرقی / ۳۵٫۴۳۵۲°شمالی ۵۲٫۷۳۵۲°شرقی |        | ۱۲۴  |
| قالیباف            | ۳۵°۲۳′۵۴″شمالی ۵۲°۴۴′۴۵″شرقی / ۳۵٫۳۹۸۲°شمالی ۵۲٫۷۴۵۸°شرقی |        | ۱۲۵  |
| قبرعباس            | ۳۵°۲۳′۵۶″شمالی ۵۲°۴۷′۵۹″شرقی / ۳۵٫۳۹۸۸°شمالی ۵۲٫۷۹۹۸°شرقی |        | ۱۲۶  |
| قلوری              | ۳۵°۲۳′۱۳″شمالی ۵۲°۳۹′۱۹″شرقی / ۳۵٫۳۸۷۰°شمالی ۵۲٫۶۵۵۳°شرقی |        | ۱۲۷  |
| گرماج              | ۳۵°۲۳′۳۹″شمالی ۵۲°۳۶′۳۳″شرقی / ۳۵٫۳۹۴۳°شمالی ۵۲٫۶۰۹۲°شرقی |        | ۱۲۸  |
| گنک                | ۳۵°۲۹′۰۴″شمالی ۵۲°۴۵′۲۶″شرقی / ۳۵٫۴۸۴۵°شمالی ۵۲٫۷۵۷۳°شرقی |        | ۱۲۹  |
| گوگرد              | ۳۴°۵۵′۳۵″شمالی ۵۲°۴۶′۱۰″شرقی / ۳۴٫۹۲۶۴°شمالی ۵۲٫۷۶۹۵°شرقی |        | ۱۳۰  |
| گوگرد              | ۳۴°۵۴′۴۹″شمالی ۵۲°۴۶′۵۰″شرقی / ۳۴٫۹۱۳۵°شمالی ۵۲٫۷۸۰۶°شرقی |        | ۱۳۱  |
| لخته کمر           | ۳۵°۲۵′۴۱″شمالی ۵۲°۳۸′۰۵″شرقی / ۳۵٫۴۲۸۱°شمالی ۵۲٫۶۳۴۸°شرقی |        | ۱۳۲  |
| لزورکان            | ۳۵°۲۶′۴۶″شمالی ۵۲°۴۳′۱۸″شرقی / ۳۵٫۴۴۶۰°شمالی ۵۲٫۷۲۱۸°شرقی |        | ۱۳۳  |
| میش گرد            | ۳۵°۲۲′۲۴″شمالی ۵۲°۳۲′۰۳″شرقی / ۳۵٫۳۷۳۲°شمالی ۵۲٫۵۳۴۱°شرقی |        | ۱۳۴  |
| میش گرد            | ۳۵°۲۲′۵۱″شمالی ۵۲°۳۲′۲۸″شرقی / ۳۵٫۳۸۰۹°شمالی ۵۲٫۵۴۱۲°شرقی |        | ۱۳۵  |
| نمکان              | ۳۵°۲۰′۰۴″شمالی ۵۲°۴۹′۳۶″شرقی / ۳۵٫۳۳۴۵°شمالی ۵۲٫۸۲۶۷°شرقی |        | ۱۳۶  |
| نوکوه              | ۳۵°۱۸′۱۶″شمالی ۵۲°۳۵′۰۵″شرقی / ۳۵٫۳۰۴۵°شمالی ۵۲٫۵۸۴۷°شرقی |        | ۱۳۷  |
| نوکوه              | ۳۵°۱۸′۲۴″شمالی ۵۲°۳۷′۳۴″شرقی / ۳۵٫۳۰۶۷°شمالی ۵۲٫۶۲۶۱°شرقی |        | ۱۳۸  |
| هفت میل            | ۳۵°۳۰′۴۰″شمالی ۵۲°۴۶′۲۳″شرقی / ۳۵٫۵۱۱۰°شمالی ۵۲٫۷۷۳۰°شرقی |        | ۱۳۹  |
| ورگ تپه            | ۳۵°۰۳′۵۹″شمالی ۵۲°۳۲′۱۰″شرقی / ۳۵٫۰۶۶۵°شمالی ۵۲٫۵۳۶۰°شرقی |        | ۱۴۰  |
| ویسر               | ۳۵°۲۵′۳۸″شمالی ۵۲°۳۹′۱۷″شرقی / ۳۵٫۴۲۷۱°شمالی ۵۲٫۶۵۴۸°شرقی |        | ۱۴۱  |
| یوزک               | ۳۵°۲۶′۴۰″شمالی ۵۲°۴۵′۴۱″شرقی / ۳۵٫۴۴۴۴°شمالی ۵۲٫۷۶۱۴°شرقی |        | ۱۴۲  |
| ابرسی              | ۳۵°۳۸′۳۲″شمالی ۵۳°۱۰′۲۳″شرقی / ۳۵٫۶۴۲۲°شمالی ۵۳٫۱۷۳۱°شرقی |        | ۱۴۳  |
| آخورچال            | ۳۵°۴۱′۳۵″شمالی ۵۳°۰۲′۴۲″شرقی / ۳۵٫۶۹۳۱°شمالی ۵۳٫۰۴۴۹°شرقی |        | ۱۴۴  |
| ارقجاری            | ۳۵°۲۹′۲۸″شمالی ۵۲°۵۷′۵۹″شرقی / ۳۵٫۴۹۱۰°شمالی ۵۲٫۹۶۶۵°شرقی |        | ۱۴۵  |
| آستانه             | ۳۵°۳۹′۱۲″شمالی ۵۳°۰۴′۵۱″شرقی / ۳۵٫۶۵۳۳°شمالی ۵۳٫۰۸۰۸°شرقی |        | ۱۴۶  |
| آستانه             | ۳۵°۳۷′۲۰″شمالی ۵۳°۰۵′۴۸″شرقی / ۳۵٫۶۲۲۲°شمالی ۵۳٫۰۹۶۷°شرقی |        | ۱۴۷  |
| اشترپناه           | ۳۵°۱۶′۵۱″شمالی ۵۳°۲۰′۳۱″شرقی / ۳۵٫۲۸۰۷°شمالی ۵۳٫۳۴۱۹°شرقی |        | ۱۴۸  |
| آفتاب گیر          | ۳۵°۲۲′۰۲″شمالی ۵۲°۵۲′۵۳″شرقی / ۳۵٫۳۶۷۱°شمالی ۵۲٫۸۸۱۳°شرقی |        | ۱۴۹  |
| آفتاب گیر          | ۳۵°۲۱′۵۷″شمالی ۵۲°۵۱′۴۶″شرقی / ۳۵٫۳۶۵۷°شمالی ۵۲٫۸۶۲۸°شرقی |        | ۱۵۰  |
| افتری خودتو        | ۳۵°۴۰′۴۴″شمالی ۵۳°۰۱′۴۹″شرقی / ۳۵٫۶۷۸۹°شمالی ۵۳٫۰۳۰۴°شرقی |        | ۱۵۱  |
| امامزاده علی       | ۳۵°۳۵′۱۹″شمالی ۵۳°۰۶′۳۷″شرقی / ۳۵٫۵۸۸۵°شمالی ۵۳٫۱۱۰۲°شرقی |        | ۱۵۲  |
| آمنه               | ۳۵°۲۹′۱۱″شمالی ۵۳°۰۱′۱۸″شرقی / ۳۵٫۴۸۶۵°شمالی ۵۳٫۰۲۱۸°شرقی |        | ۱۵۳  |
| انتظار             | ۳۵°۲۶′۳۴″شمالی ۵۲°۵۳′۱۳″شرقی / ۳۵٫۴۴۲۹°شمالی ۵۲٫۸۸۷۰°شرقی |        | ۱۵۴  |
| اندومه چال         | ۳۵°۲۷′۴۰″شمالی ۵۲°۵۱′۵۳″شرقی / ۳۵٫۴۶۱۰°شمالی ۵۲٫۸۶۴۶°شرقی |        | ۱۵۵  |
| انزها              | ۳۵°۳۶′۳۷″شمالی ۵۲°۵۹′۱۳″شرقی / ۳۵٫۶۱۰۳°شمالی ۵۲٫۹۸۷۰°شرقی |        | ۱۵۶  |
| انزها              | ۳۵°۳۶′۲۸″شمالی ۵۳°۰۰′۰۰″شرقی / ۳۵٫۶۰۷۷°شمالی ۵۲٫۹۹۹۹°شرقی |        | ۱۵۷  |
| آوین               | ۳۵°۲۷′۰۶″شمالی ۵۲°۵۵′۰۹″شرقی / ۳۵٫۴۵۱۶°شمالی ۵۲٫۹۱۹۲°شرقی |        | ۱۵۸  |
| ایکه سینه          | ۳۵°۳۴′۲۴″شمالی ۵۳°۱۲′۳۷″شرقی / ۳۵٫۵۷۳۲°شمالی ۵۳٫۲۱۰۲°شرقی |        | ۱۵۹  |
| بشم                | ۳۵°۴۲′۱۰″شمالی ۵۳°۰۰′۵۱″شرقی / ۳۵٫۷۰۲۸°شمالی ۵۳٫۰۱۴۱°شرقی |        | ۱۶۰  |
| بلبلی              | ۳۵°۲۳′۴۰″شمالی ۵۳°۱۰′۴۰″شرقی / ۳۵٫۳۹۴۵°شمالی ۵۳٫۱۷۷۷°شرقی |        | ۱۶۱  |
| پس سنگه لو         | ۳۵°۳۴′۳۸″شمالی ۵۲°۵۵′۲۱″شرقی / ۳۵٫۵۷۷۱°شمالی ۵۲٫۹۲۲۴°شرقی |        | ۱۶۲  |
| پیرضیاالدین        | ۳۵°۳۱′۴۰″شمالی ۵۳°۰۲′۵۵″شرقی / ۳۵٫۵۲۷۷°شمالی ۵۳٫۰۴۸۶°شرقی |        | ۱۶۳  |
| پیلات              | ۳۵°۳۳′۱۴″شمالی ۵۲°۵۹′۲۷″شرقی / ۳۵٫۵۵۴۰°شمالی ۵۲٫۹۹۰۹°شرقی |        | ۱۶۴  |
| تاغی               | ۳۴°۵۷′۰۹″شمالی ۵۳°۱۴′۱۷″شرقی / ۳۴٫۹۵۲۵°شمالی ۵۳٫۲۳۸۰°شرقی |        | ۱۶۵  |
| تاغی               | ۳۴°۵۵′۵۳″شمالی ۵۳°۱۰′۳۰″شرقی / ۳۴٫۹۳۱۵°شمالی ۵۳٫۱۷۴۹°شرقی |        | ۱۶۶  |
| تاغی               | ۳۴°۵۴′۳۴″شمالی ۵۳°۰۸′۲۰″شرقی / ۳۴٫۹۰۹۴°شمالی ۵۳٫۱۳۸۸°شرقی |        | ۱۶۷  |
| تاغی               | ۳۴°۵۹′۱۷″شمالی ۵۳°۱۷′۰۱″شرقی / ۳۴٫۹۸۸۰°شمالی ۵۳٫۲۸۳۷°شرقی |        | ۱۶۸  |
| تاغی               | ۳۴°۵۹′۳۳″شمالی ۵۳°۲۱′۳۵″شرقی / ۳۴٫۹۹۲۶°شمالی ۵۳٫۳۵۹۷°شرقی |        | ۱۶۹  |
| تاغی               | ۳۴°۵۳′۵۰″شمالی ۵۳°۰۵′۴۹″شرقی / ۳۴٫۸۹۷۲°شمالی ۵۳٫۰۹۷۰°شرقی |        | ۱۷۰  |
| تاغی               | ۳۴°۵۱′۵۸″شمالی ۵۳°۰۶′۲۳″شرقی / ۳۴٫۸۶۶۱°شمالی ۵۳٫۱۰۶۴°شرقی |        | ۱۷۱  |
| تاک                | ۳۴°۴۳′۰۸″شمالی ۵۲°۵۷′۴۹″شرقی / ۳۴٫۷۱۸۸°شمالی ۵۲٫۹۶۳۷°شرقی |        | ۱۷۲  |
| تپه نمک مارسر      | ۳۵°۱۵′۰۵″شمالی ۵۳°۲۲′۳۸″شرقی / ۳۵٫۲۵۱۳°شمالی ۵۳٫۳۷۷۱°شرقی |        | ۱۷۳  |
| تخت رستم           | ۳۵°۱۹′۲۸″شمالی ۵۲°۵۷′۵۰″شرقی / ۳۵٫۳۲۴۴°شمالی ۵۲٫۹۶۴۰°شرقی |        | ۱۷۴  |
| تریک سر            | ۳۵°۲۸′۵۰″شمالی ۵۲°۵۳′۱۹″شرقی / ۳۵٫۴۸۰۶°شمالی ۵۲٫۸۸۸۷°شرقی |        | ۱۷۵  |
| تشنه               | ۳۵°۲۵′۴۹″شمالی ۵۲°۵۰′۲۰″شرقی / ۳۵٫۴۳۰۲°شمالی ۵۲٫۸۳۸۸°شرقی |        | ۱۷۶  |
| تک طول             | ۳۵°۳۱′۳۵″شمالی ۵۳°۰۱′۴۵″شرقی / ۳۵٫۵۲۶۳°شمالی ۵۳٫۰۲۹۱°شرقی |        | ۱۷۷  |
| تلند               | ۳۵°۲۶′۱۶″شمالی ۵۳°۰۰′۰۴″شرقی / ۳۵٫۴۳۷۸°شمالی ۵۳٫۰۰۱۲°شرقی |        | ۱۷۸  |
| تلند               | ۳۵°۲۷′۰۱″شمالی ۵۲°۵۸′۴۰″شرقی / ۳۵٫۴۵۰۴°شمالی ۵۲٫۹۷۷۸°شرقی |        | ۱۷۹  |
| تنگه               | ۳۵°۲۰′۵۱″شمالی ۵۳°۲۶′۱۳″شرقی / ۳۵٫۳۴۷۶°شمالی ۵۳٫۴۳۶۹°شرقی |        | ۱۸۰  |
| تیزه کوه           | ۳۵°۲۰′۰۱″شمالی ۵۲°۵۸′۰۴″شرقی / ۳۵٫۳۳۳۷°شمالی ۵۲٫۹۶۷۸°شرقی |        | ۱۸۱  |
| جلانده             | ۳۵°۲۶′۴۰″شمالی ۵۳°۰۰′۳۶″شرقی / ۳۵٫۴۴۴۵°شمالی ۵۳٫۰۱۰۱°شرقی |        | ۱۸۲  |
| خارجاده            | ۳۵°۲۷′۰۷″شمالی ۵۲°۴۹′۵۴″شرقی / ۳۵٫۴۵۲۰°شمالی ۵۲٫۸۳۱۷°شرقی |        | ۱۸۳  |
| خاکه کوه           | ۳۵°۰۲′۳۹″شمالی ۵۲°۵۳′۲۷″شرقی / ۳۵٫۰۴۴۲°شمالی ۵۲٫۸۹۰۸°شرقی |        | ۱۸۴  |
| خاکه کوه           | ۳۵°۰۷′۴۱″شمالی ۵۲°۵۸′۴۰″شرقی / ۳۵٫۱۲۸۰°شمالی ۵۲٫۹۷۷۷°شرقی |        | ۱۸۵  |
| خاکه کوه           | ۳۵°۰۲′۴۱″شمالی ۵۲°۵۰′۵۴″شرقی / ۳۵٫۰۴۴۷°شمالی ۵۲٫۸۴۸۳°شرقی |        | ۱۸۶  |
| خاکه کوه           | ۳۵°۰۲′۰۲″شمالی ۵۲°۵۵′۳۷″شرقی / ۳۵٫۰۳۴۰°شمالی ۵۲٫۹۲۶۹°شرقی |        | ۱۸۷  |
| خرابه کوه          | ۳۵°۳۳′۳۸″شمالی ۵۲°۵۵′۱۵″شرقی / ۳۵٫۵۶۰۶°شمالی ۵۲٫۹۲۰۷°شرقی |        | ۱۸۸  |
| خزینه در           | ۳۵°۳۴′۰۶″شمالی ۵۲°۵۷′۳۸″شرقی / ۳۵٫۵۶۸۲°شمالی ۵۲٫۹۶۰۶°شرقی |        | ۱۸۹  |
| خنار               | ۳۵°۳۲′۱۳″شمالی ۵۲°۵۲′۳۵″شرقی / ۳۵٫۵۳۶۹°شمالی ۵۲٫۸۷۶۴°شرقی |        | ۱۹۰  |
| خنار               | ۳۵°۳۲′۲۲″شمالی ۵۲°۵۱′۲۸″شرقی / ۳۵٫۵۳۹۴°شمالی ۵۲٫۸۵۷۸°شرقی |        | ۱۹۱  |
| دزدون              | ۳۴°۳۸′۲۹″شمالی ۵۲°۵۲′۴۹″شرقی / ۳۴٫۶۴۱۳°شمالی ۵۲٫۸۸۰۴°شرقی |        | ۱۹۲  |
| دزدون              | ۳۴°۳۸′۲۳″شمالی ۵۲°۵۱′۵۱″شرقی / ۳۴٫۶۳۹۷°شمالی ۵۲٫۸۶۴۳°شرقی |        | ۱۹۳  |
| دلمیدر             | ۳۵°۳۱′۵۳″شمالی ۵۲°۴۹′۳۶″شرقی / ۳۵٫۵۳۱۳°شمالی ۵۲٫۸۲۶۷°شرقی |        | ۱۹۴  |
| دوبرادر            | ۳۵°۳۴′۵۹″شمالی ۵۳°۱۶′۴۱″شرقی / ۳۵٫۵۸۳۱°شمالی ۵۳٫۲۷۸۱°شرقی |        | ۱۹۵  |
| دوبرادران          | ۳۵°۱۹′۲۶″شمالی ۵۳°۱۳′۴۱″شرقی / ۳۵٫۳۲۳۹°شمالی ۵۳٫۲۲۸۰°شرقی |        | ۱۹۶  |
| دیمی جار           | ۳۵°۲۸′۲۴″شمالی ۵۲°۵۱′۰۸″شرقی / ۳۵٫۴۷۳۴°شمالی ۵۲٫۸۵۲۲°شرقی |        | ۱۹۷  |
| ذره لت             | ۳۵°۲۹′۲۳″شمالی ۵۲°۵۹′۴۶″شرقی / ۳۵٫۴۸۹۷°شمالی ۵۲٫۹۹۶۲°شرقی |        | ۱۹۸  |
| رجه                | ۳۵°۳۱′۳۴″شمالی ۵۲°۵۶′۳۷″شرقی / ۳۵٫۵۲۶۰°شمالی ۵۲٫۹۴۳۵°شرقی |        | ۱۹۹  |
| ریز                | ۳۵°۲۸′۳۱″شمالی ۵۲°۵۹′۴۰″شرقی / ۳۵٫۴۷۵۲°شمالی ۵۲٫۹۹۴۴°شرقی |        | ۲۰۰  |
| ریز                | ۳۵°۲۸′۴۰″شمالی ۵۳°۰۰′۱۰″شرقی / ۳۵٫۴۷۷۹°شمالی ۵۳٫۰۰۲۷°شرقی |        | ۲۰۱  |
| ریزدره             | ۳۵°۲۸′۱۳″شمالی ۵۲°۵۶′۵۴″شرقی / ۳۵٫۴۷۰۴°شمالی ۵۲٫۹۴۸۳°شرقی |        | ۲۰۲  |
| سرخ                | ۳۵°۱۵′۰۷″شمالی ۵۳°۱۴′۲۳″شرقی / ۳۵٫۲۵۲۰°شمالی ۵۳٫۲۳۹۸°شرقی |        | ۲۰۳  |
| سرخ                | ۳۵°۱۴′۴۰″شمالی ۵۳°۱۲′۳۰″شرقی / ۳۵٫۲۴۴۴°شمالی ۵۳٫۲۰۸۳°شرقی |        | ۲۰۴  |
| سرخ                | ۳۵°۱۴′۴۰″شمالی ۵۳°۱۵′۰۴″شرقی / ۳۵٫۲۴۴۵°شمالی ۵۳٫۲۵۱۰°شرقی |        | ۲۰۵  |
| سرخ                | ۳۵°۱۶′۰۲″شمالی ۵۳°۱۸′۴۵″شرقی / ۳۵٫۲۶۷۱°شمالی ۵۳٫۳۱۲۶°شرقی |        | ۲۰۶  |
| سرخ                | ۳۵°۱۵′۳۹″شمالی ۵۳°۱۵′۱۲″شرقی / ۳۵٫۲۶۰۹°شمالی ۵۳٫۲۵۳۳°شرقی |        | ۲۰۷  |
| سرخ تول            | ۳۵°۲۴′۵۴″شمالی ۵۳°۰۰′۲۴″شرقی / ۳۵٫۴۱۵۱°شمالی ۵۳٫۰۰۶۷°شرقی |        | ۲۰۸  |
| سرخه طول           | ۳۵°۳۰′۳۵″شمالی ۵۲°۵۴′۱۵″شرقی / ۳۵٫۵۰۹۷°شمالی ۵۲٫۹۰۴۳°شرقی |        | ۲۰۹  |
| سردک               | ۳۵°۳۷′۵۶″شمالی ۵۳°۰۷′۳۸″شرقی / ۳۵٫۶۳۲۲°شمالی ۵۳٫۱۲۷۱°شرقی |        | ۲۱۰  |
| سردک               | ۳۵°۳۹′۰۳″شمالی ۵۳°۰۶′۴۷″شرقی / ۳۵٫۶۵۰۸°شمالی ۵۳٫۱۱۳۱°شرقی |        | ۲۱۱  |
| سردوجه             | ۳۵°۲۱′۵۳″شمالی ۵۲°۵۶′۱۵″شرقی / ۳۵٫۳۶۴۶°شمالی ۵۲٫۹۳۷۴°شرقی |        | ۲۱۲  |
| سرمغار             | ۳۵°۳۴′۴۵″شمالی ۵۳°۰۳′۵۵″شرقی / ۳۵٫۵۷۹۱°شمالی ۵۳٫۰۶۵۴°شرقی |        | ۲۱۳  |
| سفید               | ۳۵°۱۹′۵۷″شمالی ۵۳°۲۰′۰۷″شرقی / ۳۵٫۳۳۲۵°شمالی ۵۳٫۳۳۵۳°شرقی |        | ۲۱۴  |
| سفید               | ۳۵°۲۱′۰۵″شمالی ۵۳°۲۰′۰۰″شرقی / ۳۵٫۳۵۱۵°شمالی ۵۳٫۳۳۳۲°شرقی |        | ۲۱۵  |
| سفید               | ۳۵°۳۴′۴۶″شمالی ۵۳°۰۹′۰۸″شرقی / ۳۵٫۵۷۹۵°شمالی ۵۳٫۱۵۲۲°شرقی |        | ۲۱۶  |
| سفیداب             | ۳۵°۴۲′۰۳″شمالی ۵۳°۰۸′۱۱″شرقی / ۳۵٫۷۰۰۸°شمالی ۵۳٫۱۳۶۵°شرقی |        | ۲۱۷  |
| سفیدکوه            | ۳۵°۲۴′۲۲″شمالی ۵۳°۱۰′۰۱″شرقی / ۳۵٫۴۰۶۲°شمالی ۵۳٫۱۶۶۹°شرقی |        | ۲۱۸  |
| سل                 | ۳۵°۳۶′۰۵″شمالی ۵۳°۱۳′۴۷″شرقی / ۳۵٫۶۰۱۳°شمالی ۵۳٫۲۲۹۷°شرقی |        | ۲۱۹  |
| سنگاب              | ۳۵°۳۲′۴۷″شمالی ۵۲°۴۸′۰۲″شرقی / ۳۵٫۵۴۶۴°شمالی ۵۲٫۸۰۰۶°شرقی |        | ۲۲۰  |
| سوریک              | ۳۵°۴۲′۱۹″شمالی ۵۳°۰۳′۳۴″شرقی / ۳۵٫۷۰۵۴°شمالی ۵۳٫۰۵۹۵°شرقی |        | ۲۲۱  |
| سیاه سر            | ۳۵°۴۰′۵۴″شمالی ۵۳°۰۰′۲۵″شرقی / ۳۵٫۶۸۱۷°شمالی ۵۳٫۰۰۶۹°شرقی |        | ۲۲۲  |
| سیاه کمر           | ۳۵°۲۸′۴۳″شمالی ۵۲°۵۹′۴۰″شرقی / ۳۵٫۴۷۸۷°شمالی ۵۲٫۹۹۴۵°شرقی |        | ۲۲۳  |
| سیاه کوه           | ۳۵°۲۰′۵۵″شمالی ۵۲°۵۸′۴۳″شرقی / ۳۵٫۳۴۸۵°شمالی ۵۲٫۹۷۸۷°شرقی |        | ۲۲۴  |
| سیدآباد            | ۳۵°۲۰′۵۰″شمالی ۵۳°۰۴′۳۶″شرقی / ۳۵٫۳۴۷۳°شمالی ۵۳٫۰۷۶۸°شرقی |        | ۲۲۵  |
| شاروسر             | ۳۵°۴۳′۱۴″شمالی ۵۳°۰۲′۴۱″شرقی / ۳۵٫۷۲۰۵°شمالی ۵۳٫۰۴۴۷°شرقی |        | ۲۲۶  |
| شاه تول            | ۳۵°۲۴′۳۷″شمالی ۵۲°۵۱′۰۰″شرقی / ۳۵٫۴۱۰۴°شمالی ۵۲٫۸۵۰۰°شرقی |        | ۲۲۷  |
| شاه طول            | ۳۵°۳۳′۰۶″شمالی ۵۲°۵۶′۳۶″شرقی / ۳۵٫۵۵۱۷°شمالی ۵۲٫۹۴۳۳°شرقی |        | ۲۲۸  |
| شغال دره           | ۳۵°۲۷′۱۵″شمالی ۵۳°۰۳′۱۱″شرقی / ۳۵٫۴۵۴۲°شمالی ۵۳٫۰۵۳۱°شرقی |        | ۲۲۹  |
| طلحه               | ۳۴°۳۸′۵۴″شمالی ۵۲°۴۹′۵۱″شرقی / ۳۴٫۶۴۸۳°شمالی ۵۲٫۸۳۰۸°شرقی |        | ۲۳۰  |
| عشق در             | ۳۵°۲۴′۳۸″شمالی ۵۲°۵۶′۵۳″شرقی / ۳۵٫۴۱۰۵°شمالی ۵۲٫۹۴۸۰°شرقی |        | ۲۳۱  |
| علی کلایی          | ۳۵°۱۹′۴۱″شمالی ۵۳°۱۱′۵۳″شرقی / ۳۵٫۳۲۸۰°شمالی ۵۳٫۱۹۸۰°شرقی |        | ۲۳۲  |
| قبله               | ۳۵°۲۸′۲۶″شمالی ۵۲°۵۴′۵۷″شرقی / ۳۵٫۴۷۳۸°شمالی ۵۲٫۹۱۵۸°شرقی |        | ۲۳۳  |
| قبله کوه           | ۳۵°۲۵′۰۰″شمالی ۵۳°۱۱′۱۸″شرقی / ۳۵٫۴۱۶۷°شمالی ۵۳٫۱۸۸۴°شرقی |        | ۲۳۴  |
| قرکمر              | ۳۵°۲۴′۵۱″شمالی ۵۲°۴۹′۱۱″شرقی / ۳۵٫۴۱۴۱°شمالی ۵۲٫۸۱۹۶°شرقی |        | ۲۳۵  |
| قلاورخانه          | ۳۵°۲۷′۵۶″شمالی ۵۲°۵۸′۱۵″شرقی / ۳۵٫۴۶۵۶°شمالی ۵۲٫۹۷۰۸°شرقی |        | ۲۳۶  |
| کائوتول            | ۳۵°۴۰′۰۰″شمالی ۵۳°۰۵′۲۶″شرقی / ۳۵٫۶۶۶۶°شمالی ۵۳٫۰۹۰۶°شرقی |        | ۲۳۷  |
| کردون رگ           | ۳۵°۲۸′۱۶″شمالی ۵۲°۵۰′۰۴″شرقی / ۳۵٫۴۷۱۲°شمالی ۵۲٫۸۳۴۴°شرقی |        | ۲۳۸  |
| کسین کوه           | ۳۵°۲۸′۴۷″شمالی ۵۲°۵۸′۲۲″شرقی / ۳۵٫۴۷۹۶°شمالی ۵۲٫۹۷۲۸°شرقی |        | ۲۳۹  |
| کسین کوئک          | ۳۵°۳۱′۲۸″شمالی ۵۲°۵۷′۲۳″شرقی / ۳۵٫۵۲۴۴°شمالی ۵۲٫۹۵۶۵°شرقی |        | ۲۴۰  |
| کل نو              | ۳۵°۲۵′۵۸″شمالی ۵۲°۵۳′۳۴″شرقی / ۳۵٫۴۳۲۷°شمالی ۵۲٫۸۹۲۹°شرقی |        | ۲۴۱  |
| کلیاب              | ۳۵°۴۰′۰۴″شمالی ۵۳°۱۲′۳۶″شرقی / ۳۵٫۶۶۷۹°شمالی ۵۳٫۲۱۰۰°شرقی |        | ۲۴۲  |
| کلیاب              | ۳۵°۴۱′۵۶″شمالی ۵۳°۰۵′۰۳″شرقی / ۳۵٫۶۹۸۹°شمالی ۵۳٫۰۸۴۳°شرقی |        | ۲۴۳  |
| کمررنده            | ۳۵°۲۷′۰۴″شمالی ۵۲°۵۲′۱۱″شرقی / ۳۵٫۴۵۱۱°شمالی ۵۲٫۸۶۹۷°شرقی |        | ۲۴۴  |
| کمررنده            | ۳۵°۲۷′۱۷″شمالی ۵۲°۵۲′۳۱″شرقی / ۳۵٫۴۵۴۷°شمالی ۵۲٫۸۷۵۳°شرقی |        | ۲۴۵  |
| کهنه ده            | ۳۵°۲۴′۲۱″شمالی ۵۲°۵۳′۴۳″شرقی / ۳۵٫۴۰۵۹°شمالی ۵۲٫۸۹۵۳°شرقی |        | ۲۴۶  |
| گچ بزرگ            | ۳۵°۳۱′۱۰″شمالی ۵۳°۰۷′۱۳″شرقی / ۳۵٫۵۱۹۵°شمالی ۵۳٫۱۲۰۴°شرقی |        | ۲۴۷  |
| گچ بزرگ            | ۳۵°۳۱′۳۰″شمالی ۵۳°۰۷′۴۰″شرقی / ۳۵٫۵۲۴۹°شمالی ۵۳٫۱۲۷۷°شرقی |        | ۲۴۸  |
| گچ پی نسا          | ۳۵°۳۳′۰۳″شمالی ۵۳°۰۵′۳۶″شرقی / ۳۵٫۵۵۰۷°شمالی ۵۳٫۰۹۳۳°شرقی |        | ۲۴۹  |
| گچ زیوان           | ۳۵°۲۹′۳۰″شمالی ۵۳°۰۵′۵۳″شرقی / ۳۵٫۴۹۱۷°شمالی ۵۳٫۰۹۸۱°شرقی |        | ۲۵۰  |
| گچ زیوان           | ۳۵°۳۰′۲۵″شمالی ۵۳°۰۶′۱۲″شرقی / ۳۵٫۵۰۷۰°شمالی ۵۳٫۱۰۳۲°شرقی |        | ۲۵۱  |
| گچ سرچاه           | ۳۵°۳۲′۱۵″شمالی ۵۳°۰۷′۵۶″شرقی / ۳۵٫۵۳۷۵°شمالی ۵۳٫۱۳۲۱°شرقی |        | ۲۵۲  |
| گچ سرچاه           | ۳۵°۳۱′۵۲″شمالی ۵۳°۰۷′۱۳″شرقی / ۳۵٫۵۳۱۲°شمالی ۵۳٫۱۲۰۴°شرقی |        | ۲۵۳  |
| گدوک               | ۳۵°۳۶′۲۲″شمالی ۵۲°۵۳′۴۱″شرقی / ۳۵٫۶۰۶۰°شمالی ۵۲٫۸۹۴۷°شرقی |        | ۲۵۴  |
| گدوک               | ۳۵°۳۵′۴۸″شمالی ۵۲°۵۱′۱۷″شرقی / ۳۵٫۵۹۶۷°شمالی ۵۲٫۸۵۴۶°شرقی |        | ۲۵۵  |
| گشت دره            | ۳۵°۲۹′۲۸″شمالی ۵۳°۰۲′۱۳″شرقی / ۳۵٫۴۹۱۱°شمالی ۵۳٫۰۳۶۹°شرقی |        | ۲۵۶  |
| گلناب              | ۳۵°۳۱′۲۱″شمالی ۵۲°۴۷′۵۸″شرقی / ۳۵٫۵۲۲۶°شمالی ۵۲٫۷۹۹۴°شرقی |        | ۲۵۷  |
| گوگرد              | ۳۴°۵۴′۳۲″شمالی ۵۲°۵۵′۳۱″شرقی / ۳۴٫۹۰۸۹°شمالی ۵۲٫۹۲۵۲°شرقی |        | ۲۵۸  |
| گوگرد              | ۳۴°۵۳′۳۴″شمالی ۵۲°۵۸′۲۴″شرقی / ۳۴٫۸۹۲۹°شمالی ۵۲٫۹۷۳۴°شرقی |        | ۲۵۹  |
| گوگرد              | ۳۴°۵۵′۱۵″شمالی ۵۲°۵۰′۰۶″شرقی / ۳۴٫۹۲۰۸°شمالی ۵۲٫۸۳۴۹°شرقی |        | ۲۶۰  |
| گوگرد              | ۳۴°۵۳′۲۳″شمالی ۵۳°۰۳′۰۷″شرقی / ۳۴٫۸۸۹۶°شمالی ۵۳٫۰۵۱۹°شرقی |        | ۲۶۱  |
| گوگرد              | ۳۴°۵۱′۵۲″شمالی ۵۲°۵۳′۱۸″شرقی / ۳۴٫۸۶۴۴°شمالی ۵۲٫۸۸۸۲°شرقی |        | ۲۶۲  |
| گوگرد              | ۳۴°۵۱′۵۳″شمالی ۵۲°۵۸′۰۱″شرقی / ۳۴٫۸۶۴۸°شمالی ۵۲٫۹۶۷۰°شرقی |        | ۲۶۳  |
| گوگرد              | ۳۴°۵۲′۲۲″شمالی ۵۲°۵۲′۰۷″شرقی / ۳۴٫۸۷۲۹°شمالی ۵۲٫۸۶۸۷°شرقی |        | ۲۶۴  |
| گوگرد              | ۳۴°۵۱′۴۶″شمالی ۵۳°۰۲′۵۵″شرقی / ۳۴٫۸۶۲۷°شمالی ۵۳٫۰۴۸۵°شرقی |        | ۲۶۵  |
| لات شور            | ۳۵°۱۶′۵۱″شمالی ۵۳°۲۴′۱۱″شرقی / ۳۵٫۲۸۰۷°شمالی ۵۳٫۴۰۳۰°شرقی |        | ۲۶۶  |
| لات شور            | ۳۵°۱۶′۳۲″شمالی ۵۳°۲۱′۵۳″شرقی / ۳۵٫۲۷۵۵°شمالی ۵۳٫۳۶۴۸°شرقی |        | ۲۶۷  |
| لاسگرددشت          | ۳۵°۲۲′۴۹″شمالی ۵۲°۵۵′۲۹″شرقی / ۳۵٫۳۸۰۲°شمالی ۵۲٫۹۲۴۷°شرقی |        | ۲۶۸  |
| ماراب              | ۳۵°۴۱′۵۸″شمالی ۵۳°۰۶′۴۹″شرقی / ۳۵٫۶۹۹۴°شمالی ۵۳٫۱۱۳۵°شرقی |        | ۲۶۹  |
| ماراب              | ۳۵°۴۲′۱۱″شمالی ۵۳°۰۷′۳۶″شرقی / ۳۵٫۷۰۳۰°شمالی ۵۳٫۱۲۶۸°شرقی |        | ۲۷۰  |
| مرلوئک             | ۳۵°۲۸′۴۸″شمالی ۵۳°۰۱′۵۷″شرقی / ۳۵٫۴۸۰۰°شمالی ۵۳٫۰۳۲۶°شرقی |        | ۲۷۱  |
| مزانفر             | ۳۵°۲۸′۵۸″شمالی ۵۲°۵۷′۳۱″شرقی / ۳۵٫۴۸۲۷°شمالی ۵۲٫۹۵۸۵°شرقی |        | ۲۷۲  |
| میل اصفهانی        | ۳۵°۰۷′۳۶″شمالی ۵۳°۰۳′۲۵″شرقی / ۳۵٫۱۲۶۶°شمالی ۵۳٫۰۵۷۰°شرقی |        | ۲۷۳  |
| نادرکمر            | ۳۵°۲۴′۵۲″شمالی ۵۲°۵۵′۰۰″شرقی / ۳۵٫۴۱۴۴°شمالی ۵۲٫۹۱۶۸°شرقی |        | ۲۷۴  |
| نخلستان            | ۳۵°۲۴′۴۱″شمالی ۵۳°۱۲′۳۶″شرقی / ۳۵٫۴۱۱۴°شمالی ۵۳٫۲۱۰۰°شرقی |        | ۲۷۵  |
| نمای افتر          | ۳۵°۳۵′۳۱″شمالی ۵۳°۱۰′۴۳″شرقی / ۳۵٫۵۹۱۹°شمالی ۵۳٫۱۷۸۷°شرقی |        | ۲۷۶  |
| نمکان              | ۳۵°۱۹′۵۲″شمالی ۵۲°۵۴′۱۴″شرقی / ۳۵٫۳۳۱۱°شمالی ۵۲٫۹۰۳۸°شرقی |        | ۲۷۷  |
| نمکان              | ۳۵°۲۱′۴۳″شمالی ۵۳°۰۶′۳۹″شرقی / ۳۵٫۳۶۲۰°شمالی ۵۳٫۱۱۰۸°شرقی |        | ۲۷۸  |
| نوردر              | ۳۵°۲۳′۲۸″شمالی ۵۲°۵۳′۲۷″شرقی / ۳۵٫۳۹۱۱°شمالی ۵۲٫۸۹۰۸°شرقی |        | ۲۷۹  |
| نیستگان            | ۳۵°۲۴′۲۶″شمالی ۵۳°۱۴′۰۰″شرقی / ۳۵٫۴۰۷۳°شمالی ۵۳٫۲۳۳۳°شرقی |        | ۲۸۰  |
| وترو               | ۳۵°۳۵′۲۴″شمالی ۵۲°۵۵′۰۱″شرقی / ۳۵٫۵۸۹۹°شمالی ۵۲٫۹۱۶۹°شرقی |        | ۲۸۱  |
| وردستی             | ۳۵°۳۷′۰۳″شمالی ۵۲°۵۶′۵۰″شرقی / ۳۵٫۶۱۷۶°شمالی ۵۲٫۹۴۷۱°شرقی |        | ۲۸۲  |
| ورم                | ۳۵°۲۸′۵۴″شمالی ۵۲°۴۹′۲۶″شرقی / ۳۵٫۴۸۱۷°شمالی ۵۲٫۸۲۳۹°شرقی |        | ۲۸۳  |
| ورنو               | ۳۵°۲۹′۰۰″شمالی ۵۲°۵۲′۱۳″شرقی / ۳۵٫۴۸۳۲°شمالی ۵۲٫۸۷۰۳°شرقی |        | ۲۸۴  |
| ورو                | ۳۵°۳۴′۵۳″شمالی ۵۲°۵۹′۴۳″شرقی / ۳۵٫۵۸۱۴°شمالی ۵۲٫۹۹۵۲°شرقی |        | ۲۸۵  |
| ورو                | ۳۵°۳۴′۴۵″شمالی ۵۲°۵۹′۵۹″شرقی / ۳۵٫۵۷۹۱°شمالی ۵۲٫۹۹۹۸°شرقی |        | ۲۸۶  |
| ویسک               | ۳۵°۳۶′۴۲″شمالی ۵۳°۰۰′۵۱″شرقی / ۳۵٫۶۱۱۷°شمالی ۵۳٫۰۱۴۱°شرقی |        | ۲۸۷  |

## عکس

حبله‌رود و راه‌آهن شمال؛ میان ایستگاه‌های بن‌کوه و کبوتردره،  از کوهپایهٔ سیاوند ۷ آبان ۱۳۹۶
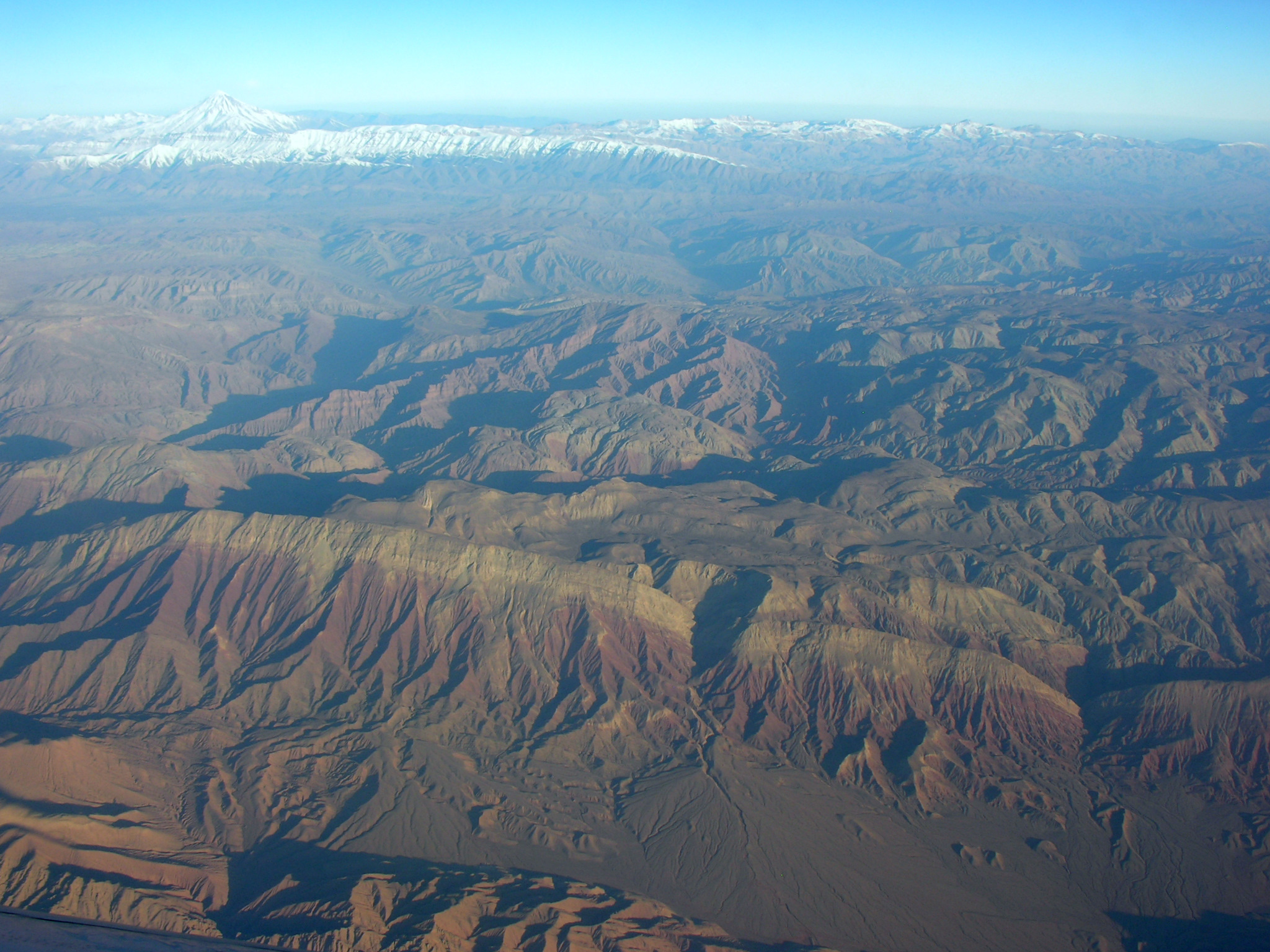
خط‌الرأس شمشیرکوه (پایین) ۶ آذر ۱۳۸۷